# Église Saint-Pierre de Requeil
Pour les articles homonymes, voir Église Saint-Pierre.
L'église Saint-Pierre est une église catholique située à Requeil, dans le département de la Sarthe, en France.

## Historique
L'ensemble de l'édifice est inscrit au titre des monuments historiques depuis le 5 septembre 2012.

## Mobilier
L'édifice abrite quelques œuvres remarquables, notamment :
- Une tablette en ivoire sculpté, ou baiser de paix, du XVIIe siècle, intitulé Le baptême du Christ, classé monument historique au titre d'objet en 1908[2].
- Une statue en bois du XIIIe siècle, intitulée Vierge à l'Enfant, classée monument historique au titre d'objet en 1907[3].